# Cuando la sangre galopa
Cuando la Sangre Galopa es el título del tercer álbum de estudio grabado por la banda mexicana de rock alternativo Jaguares, Fue lanzado al mercado bajo el sello discográfico BMG U.S. Latin el 10 de julio de 2001. Este disco, a diferencia de los demás, se caracteriza por tener un carácter en general más pesado tanto en sus letras como en sus sonidos.
Este disco tuvo una buena recepción en México. Tuvo mayores críticas favorables en los Estados Unidos, a tal grado de estar en una categoría de los premios Grammy.[cita requerida]
El éxito comercial de Cuando la Sangre Galopa se reflejó en la incursión de dicho material en el top de los discos más vendidos de la revista Billboard, debutando en el número uno, logro que nunca antes una banda de rock en español había conseguido.
El sonido de Cuando la Sangre Galopa, a diferencia del anterior trabajo de estudio –Bajo el azul de tu misterio–, retoma las reminiscencias de la música latinoamericana y el folk mexicano, las cuales estaban implícitas en gran parte de la obra de Caifanes y en el primer disco de Jaguares, El Equilibrio de los Jaguares. Sin embargo, también se perciben los ecos del rock británico de grupos como Led Zeppelin, The Clash, King Crimson, The Beatles y de la nueva ola conformada por Radiohead, Coldplay y Travis. Cabe destacar la canción «El Aislamiento»: una clara oda a «Riders on the Storm» del grupo norteamericano The Doors.
Los temás más destacados, debido a su estructura, son «Cuando la Sangre Galopa», «El momento», «La Vida no es Igual», «¿Viejo el Mundo?» y el polémico primer sencillo promocional, «Como Tú», una canción que aborda la temática amor-desamor y cuyas bases fueron tomadas de la música del combo tropical mexicano La Sonora Santanera.

## Lista de canciones
| N.º | Título                                             | Duración |  |
| 1.  | «Cuando la Sangre Galopa»                          | 5:17     |  |
| 2.  | «El Secreto»                                       | 4:32     |  |
| 3.  | «Cómo Tú»                                          | 4:15     |  |
| 4.  | «Estoy Cansado»                                    | 4:47     |  |
| 5.  | «En la Tierra»                                     | 4:38     |  |
| 6.  | «La Vida no es Igual»                              | 4:10     |  |
| 7.  | «Por un Beso»                                      | 6:19     |  |
| 8.  | «Contigo»                                          | 3:54     |  |
| 9.  | «El Aislamiento»                                   | 3:54     |  |
| 10. | «Viaje Astral»                                     | 3:15     |  |
| 11. | «El Momento»                                       | 5:02     |  |
| 12. | «El Ultimo Planeta»                                | 3:29     |  |
| 13. | «¿Viejo el Mundo?»                                 | 6:14     |  |
| 14. | «Dime de un Amor que no ha Sufrido» (pista oculta) | 3:06     |  |

## Créditos y personal
- Saúl Hernández - Voz / Guitarra / Productor/ Bajo
- Alfonso André - Batería / Productor
- Vampiro - Guitarra Líder
- Chucho Merchán - Bajo
- Howard Willing - Ingeniero de Grabación
- David Thoener - Mezcla
- Ed Cherney - Mezcla
- Carlos García - Técnico de Músicos
- Stuart Hamm - Bajo (invitado)
- Luis Conte - Percusión (invitado)
- Patrick Warren - Teclados (invitado)